# Eriostepta fulvescens
Eriostepta fulvescens là một loài bướm đêm thuộc phân họ Arctiinae, họ Erebidae.